# Grammatophyllum speciosum
Espèce
Classification APG III (2009)
Statut CITES
Grammatophyllum speciosum est une espèce de plantes à fleurs de famille des Orchidaceae. Elle est la plus grande espèce des orchidées connues (parfois appelée « Orchidée géante », ou « Orchidée tigre » (Tiger Orchid), ou « Orchidée canne à sucre » (Sugar Cane Orchid) ou « la reine des orchidées »).

Elle appartient à la sous-famille des Epidendroideae , toutes épiphytes, et est surtout présente en Asie du Sud-Est. 

## Description

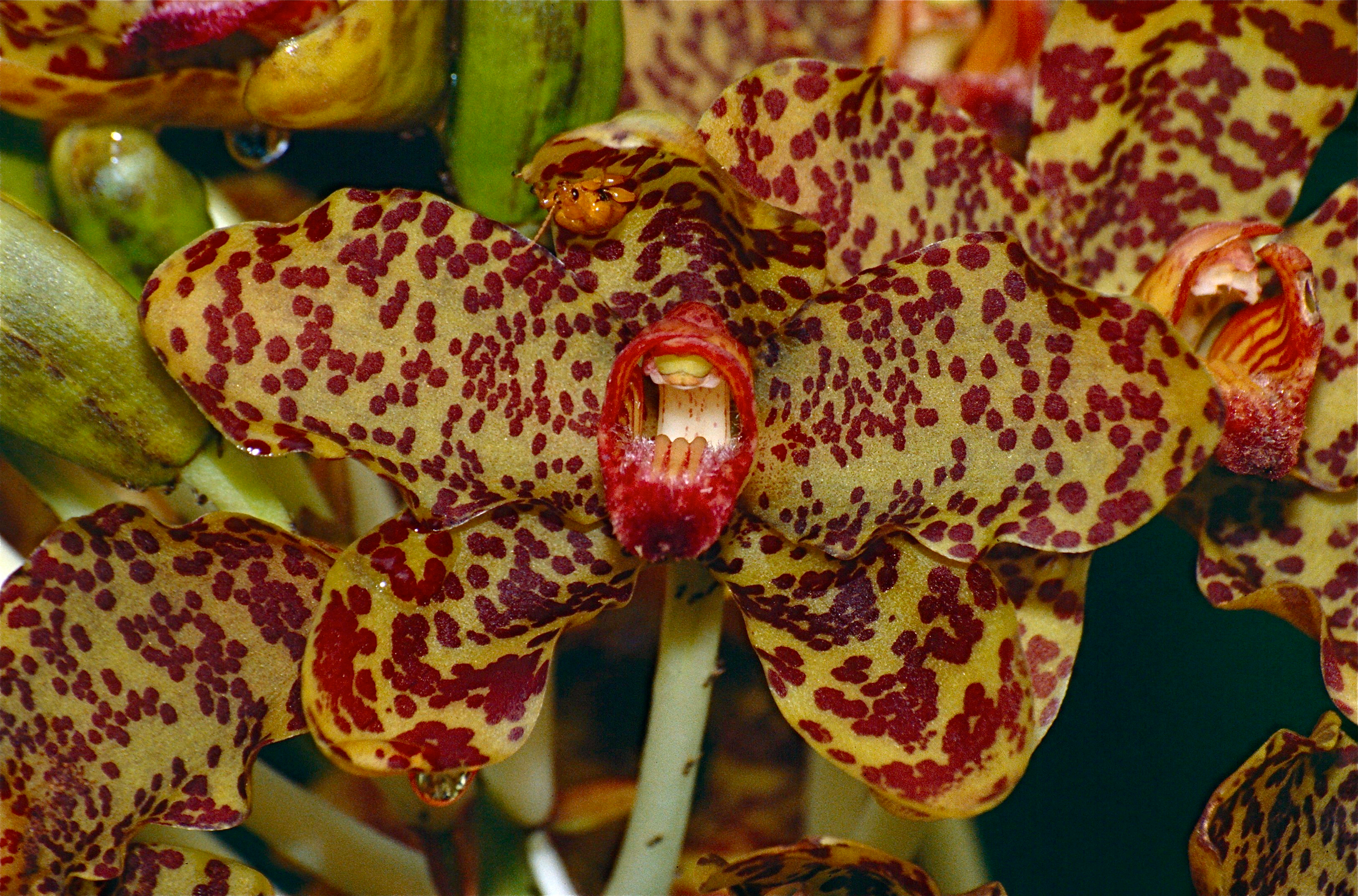
Détail de la fleur.

Sa taille et son poids sont exceptionnels dans le monde des orchidées, et des épiphytes en général.
Son pseudobulbe cylindrique peut atteindre une longueur de 2,5 m.
Il peut produire des grappes gigantesques de fleurs et racines atteignant plusieurs centaines de kilogrammes voire dépasser la tonne.
Une orchidée géante pesant deux tonnes a ainsi été l'un des points forts de l'exposition de 1851 au Crystal Palace de Londres.
Chaque grappe peut atteindre une hauteur de 3 m, et porter jusqu'à quatre-vingts grosses fleurs (environ 10 cm de large pour chaque fleur). 
Les fleurs sont jaunes, ornées de taches brunes et rouge foncé.
Fait remarquable, les fleurs les plus basses n'ont pas de labelle.
La plante ne fleurit qu'épisodiquement (tous les deux à quatre ans) et peut rester en fleur jusqu'à deux mois durant.

## Aire de répartition et habitats

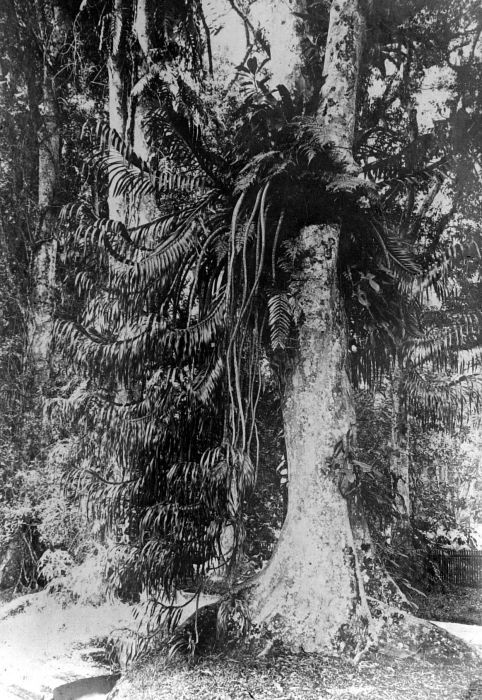
Grammatophylum speciosum, photographiée entre 1894 et 1929 au jardin botanique de Buitenzorg, en Indonésie (reproduction d'un négatif venant de la collection du Tropenmuseum, offerte par ce dernier à Wikipedia).

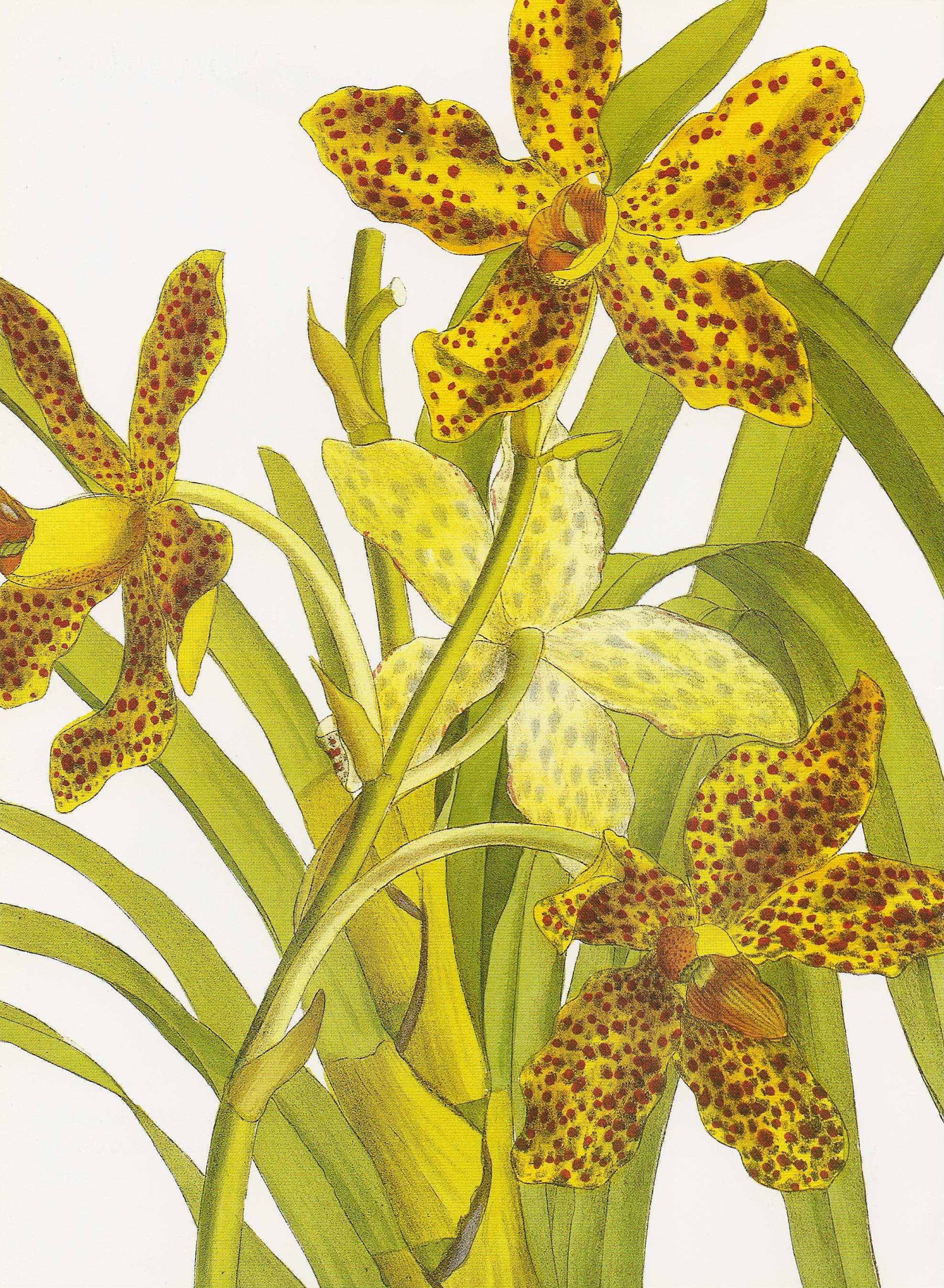
Grammatophyllum speciosum.

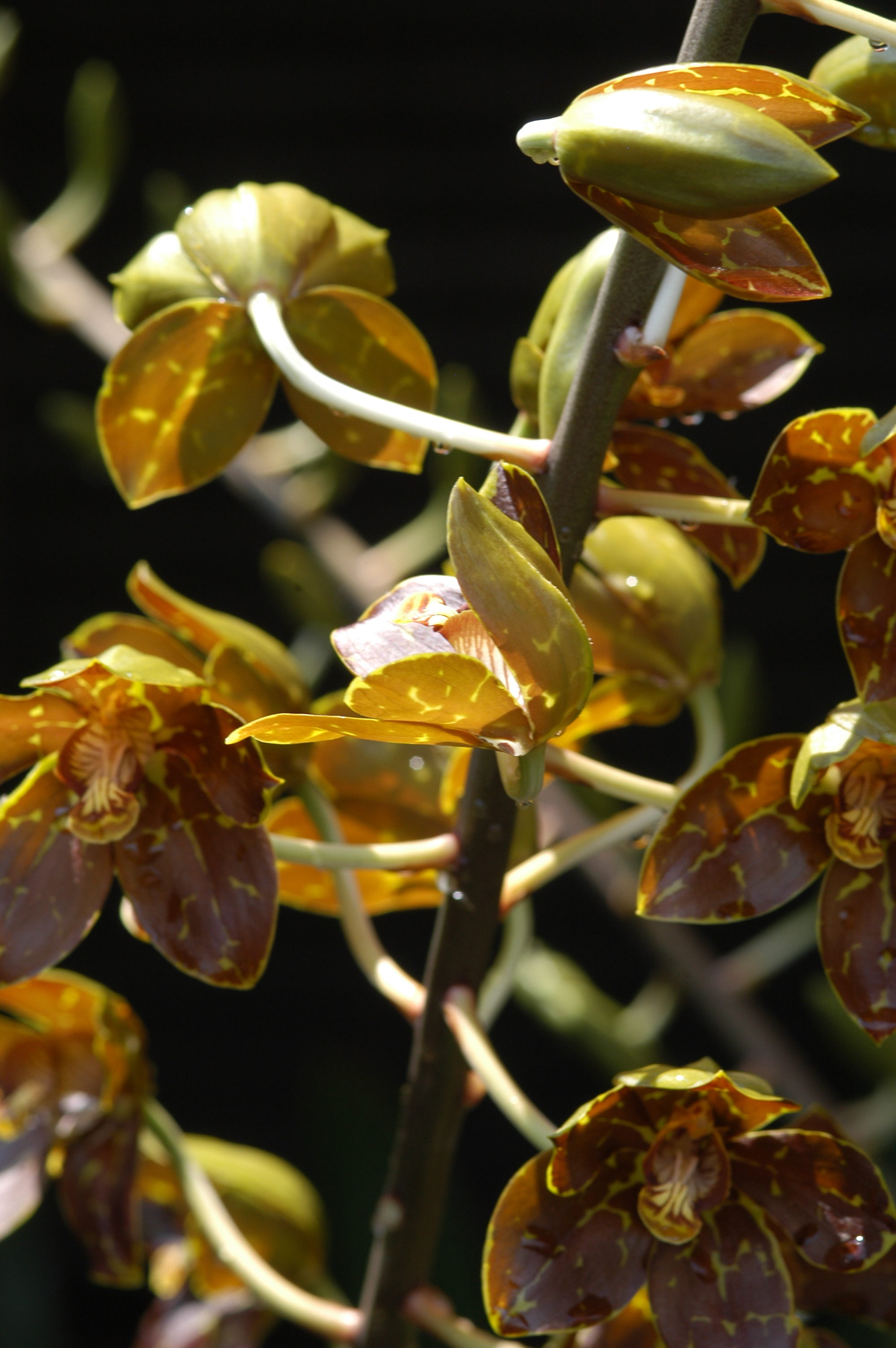
Fleurs de Grammatophyllum speciosum.

Cette plante est présente en Nouvelle-Guinée, Indonésie, Malaisie et aux Philippines.

Elle pousse en épiphyte sur les troncs ou fourches de grands arbres sur les zones exposées à la lumière de la forêt tropicale, en plaine
Comme les cactus et certaines plantes crassulantes, grâce à un métabolisme particulier dit « CAM » (pour « crassulacean acid metabolism »), Grammatophylum speciosum supporte des chocs thermiques importants, et dans une certaine mesure les stress hydriques, ce qui lui permet de vivre dans les plaines tropicales basses parfois assez sèches, voire - plus exceptionnellement - être lithophyte (c'est-à-dire qu'elle pousse directement sur la roche), formant parfois de spectaculaire faisceaux de racines.

## Synonymes
- Pattonia macrantha Wight
- Grammatophyllum fastuosum Lindl.
- Grammatophyllum macranthum (Wight) Rchb.f.
- Grammatophyllum giganteum Blume ex Rchb.f.
- Grammatophyllum pantherinum Rchb.f.
- Grammatophyllum cominsii Rolfe
- Grammatophyllum sanderianum auct.
- Grammatophyllum papuanum J.J.Sm[6].

## Culture
En raison de sa taille et de son poids énormes, elle est rarement cultivée et sa floraison est donc rarement observable pour le grand-public et même pour les orchidophiles. Un exemplaire de cette espèce a néanmoins fleuri en 2010 dans le parc aux orchidées nationale d'Ibama (Brésil), cinq ans après sa plantation. Environ 400 fleurs ont poussé sur ses 19 tiges (qui peuvent atteindre 3 m de long).  Ce parc a annoncé chercher à produire un hybride de Grammatophyllum et de Cyrtopodium brandonianum (orchidée endémique de l'Amazonie brésilienne).